# Gebakoorlog
De Gebakoorlog (Spaans: Guerra de los pasteles, Frans: Guerre de la pâtisserie) was een invasie van Franse troepen in Mexico in 1838.
De oorlog ontstond uit de chaos die Mexico in de eerste jaren na de onafhankelijkheid teisterde. Buitenlanders wier bezit was gestolen of beschadigd konden over het algemeen geen compensatie van de Mexicaanse overheid krijgen, en vroegen daarom hun eigen regering om hulp. In 1828 vonden er gevechten plaats tussen Vicente Guerrero, Lorenzo de Zavala en Antonio López de Santa Anna aan de ene kant en Manuel Gómez Pedraza en Guadalupe Victoria aan de andere kant. Bij deze gevechten werd door plunderende soldaten de Franse banketbakkerij van ene monsieur Remontel verwoest. Volgens sommige bronnen bevond deze banketbakkerij zich in Puebla maar waarschijnlijker bevond Remontels bakkerij zich in de wijk Tacubaya in Mexico-Stad.
Remontel vroeg steun aan de Franse regering. Deze besloot de zaak te laten rusten, maar de Franse koning Lodewijk Filips besloot tien jaar later alsnog een schadevergoeding te eisen. Frankrijk eiste 600.000 peso's schadevergoeding. De Mexicaanse regering weigerde te betalen en dus stuurde Lodewijk Filips een vloot die onder viceadmiraal Charles Baudin alle Mexicaanse havens tussen Yucatán en de Rio Grande (Río Bravo) moest blokkeren, het fort San Juan de Ulúa bombarderen en de havenstad Veracruz innemen. Afgesneden van handel, begonnen de Mexicanen te smokkelen via Texas. Bang dat Frankrijk ook Texaanse havens zou gaan blokkeren, begon een Texaanse militie bij de Baai van Corpus-Christi te patrouilleren.
Intussen voerde Antonio López de Santa Anna, zonder overheidstoestemming, een legermacht tegen de Fransen aan. In een gevecht raakte Santa Anna gewond aan zijn been, dat daardoor geamputeerd moest worden. Voordat zijn troepen werkelijk iets bereikt hadden, beloofde president Anastasio Bustamante de 600.000 peso's te betalen, en het Franse leger trok zich terug, op 9 maart 1839. De oorlog verzwakte de positie van Bustamante, en zorgde ervoor dat Santa Anna terug op het politieke toneel kwam, waardoor hij drie jaar later Bustamantes regering omver wierp.
In de Gebakoorlog vielen 95 doden aan Mexicaanse kant, terwijl de Fransen 12 doden hadden te betreuren.